# Datação relativa
A datação relativa é a ciência que determina a ordem relativa de eventos passados (isto é, a idade de um objeto em comparação a outro), sem necessariamente determinar sua idade absoluta (ou seja, idade estimada). Em geologia, rochas ou depósitos superficiais, fósseis e litologias podem ser usados para correlacionar uma coluna estratigráfica com outra. Antes da descoberta da datação radiométrica no início do século XX, que forneceu um meio de datação absoluta, arqueólogos e geólogos usaram a datação relativa para determinar as idades dos materiais. Embora a datação relativa possa apenas determinar a ordem sequencial em que uma série de eventos ocorridos, não quando ocorreram, continua sendo uma técnica útil. A datação relativa pela bioestratigrafia é o método preferido na paleontologia e é, em alguns aspectos, mais preciso. A Lei da Sobreposição, que afirma que as camadas mais antigas serão mais profundas em um local do que camadas mais recentes, foi o resultado resumido da "datação relativa" observada na geologia do século XVII ao início do século XX.

## Citações
- "Biostratigraphy: William Smith". Understanding Evolution. 2009. University of California Museum of Paleontology. 23 January 2009
- Monroe, James S., and Reed Wicander. The Changing Earth: Exploring Geology and Evolution, 2nd ed. Belmont: West Publishing Company, 1997. ISBN 0-314-09577-2